# Čoček

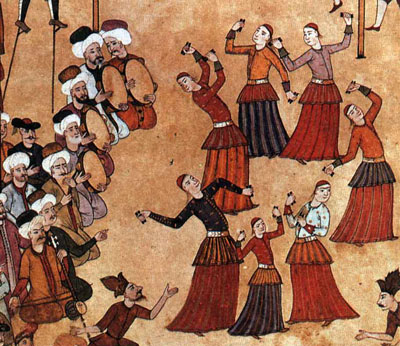
Le Patronyme-i Vehbi est un récit illustré de la cérémonie de circoncision des trois fils du sultan Ahmed III. Le festival a eu lieu en 1720 et a duré quinze jours et nuits. Son opulence et sa splendeur sont documentées dans le Surname, un livre commandé pour l’occasion. Il porte le nom de son auteur, le poète de la cour Seyyd Hüseyin Vehbi. Le livre est illustré de 137 miniatures d’Abdülcelil Levni Çelebi, peintre de la cour, et de ses apprentis. Ici la miniature décrit un groupe de femmes dansant le čoček.

Le čoček (en macédonien et en serbe чочек, en albanais qyqek et en bulgare кючек (« kjuček »)), prononcé « tchotchek », est un genre musical et une danse féminine apparus dans les Balkans au début du XIXe siècle. Le čoček est surtout pratiqué par les communautés roma de Macédoine du Nord et du Kosovo dont c'est la danse la plus caractéristique. Bien danser le čoček est par ailleurs traditionnellement considéré comme une qualité pour les filles roms.

## Principe et technique
Le čoček est une danse improvisée, qui combine nouvements des bras, des épaules, des hanches et de la tête, des contractions du ventre et des petits pas. Cette danse est directement inspirée des danses turques et se distingue de la danse du ventre turque essentiellement par la tenue des danseuses, dont le ventre est couvert. 
Les rythmes habituels sont 2/4 (parfois compté en 3-3-2), 7/8 (3-2-2) et 9/8 (2-2-2-3). 
Le čoček est traditionnellement dansé lors des grandes occasions comme à la fin des mariages, mais des danseuses peuvent aussi se réunir pour le plaisir. La danse peut durer des heures, et alterne des moments lents et rapides exprimant des émotions. La connotation assez sexuelle de la danse a fait que pendant longtemps, elle était uniquement pratiquée devant les femmes ou en fin de cérémonie. Lorsque des personnes non-rom, par exemple des Macédoniens, s'approprient le čoček, c'est également souvent avec une connotation sexuelle ; mais il existe aussi des ensembles de musique folklorique qui le dansent uniquement pour ses qualités artistiques. 